# Cardiocorax
Cardiocorax – rodzaj plezjozaura z rodziny elasmozaurów. Zamieszkiwał tereny dzisiejszej Angoli pod koniec kredy późnej.
Skamieniałości nieznanego nauce zwierzęcia odnaleziono na północy Angoli, w okolicy Bentiaba. Spoczywały wśród skał datowanych na środkowy mastrycht. Skamieniałościami zaopiekowało się Museu de Geologia da Universidade Agostinho Neto w Luandzie. Kilka wyróżnionych okazów skatalogowano jako MGUAN-PA85, MGUAN-PA106, MGUAN-PA120. Opisywali je Mateus et al. Badacze zaliczyli je do rodziny Elasmosauridae. Nie zaliczyli ich do żadnego rodzaju, klasyfikując jako cf. Tuarangisaurus.
W Bentiabie dokonywano jednak kolejnych odkryć. Tym razem znaleziono kości datowano na wczesny mastrycht, pomiędzy 71,40 a 71,64 miliona lat temu. Znaleziono je wśród skał formacji Mocuio należącej do grupy Nicolau i basenu sedymentacyjnego Namibe. Skamieniałościami zaopiekowało się ponownie Museu de Geologia da Universidade Agostinho Neto w Luandzie. Okaz skatalogowano jako MGUAN PA103. Okazało się, że należy do tego samego taksonu, co okaz MGAUN PA270.
Nowe znalezisko okazało się należeć do plezjozaurów. W Angoli pierwsze skamieniałości znaleziono prawdopodobnie w 1839, a pozostałości plezjozaurów obecne są w znajdującej się w Belgii kolekcji Dartevelle opisywanej już w 1941. Kolejne szczątki opisywano w latach 60. i 70. Niektóre zaliczono do rodzaju Plesiosaurus. Bogatych znalezisk dostarczyła wcześniej także sama Bentiaba. W jej skałach datowanych na późny kampan-mastrycht znaleziono setki skamieniałości, w tym należące do trzech rodzajów plezjozaurów, dinozaurów, pterozaurów, przynajmniej 12 taksonów mozazaurów, żółwi morskich, licznych ryb.
Tylne kręgi szyjne cechowały się szerokimi zakrzywionymi wyrostkami kolczystymi, prawie stykającymi się z wyrostkami sąsiednich kręgów.
Brzuszna część obojczyka była prawie aż tak szeroka, jak łopatka. Okaz cechował się redukcją płytki grzbietowej łopatki. Cechy takiej nie spotyka się u elasmozaurów, występuje ona natomiast u Cryptoclididae. Łopatki, elipsoidalne w przekroju trzonu, kontaktują się ze sobą w linii pośrodkowej na długiej linii, podobnie jak i obojczyki. Asymetrię wskazano w kości kruczej z obustronną brzuszną guzowatą strukturą (buttress). Cechy te wskazano jako autapomorfie rodzaju.
Dziwaczne cechy kończyn nowego taksonu wskazują na oryginalny sposób przemieszczania się. Zwierzę prawdopodobnie wiosłowato swymi kończynami inaczej, niż elasmozaury. Kończyna poruszała się w cyklu protrakcji i retrakcji podłużnie, z prostą rotacją w stawie ramiennym.
Okaz zaliczono do nowego rodzaju plezjozaurów. Araújo et al. (2015) nadali mu nazwę Cardiocorax. Oba człony nazwy rodzajowej pochodzą ze zlatynizowanej greki. Pierwszy człon nazwy, podany przez autorów bez tłumaczenia jako Kardia, które to słowo w zapisie cardia stanowi łacińską nazwę serca. Drugi człon, corax, oznacza wronę bądź kruka. Od nazwy też bierze swe miano kość krucza. Utworzona w ten sposób nazwa odnosi się do sercokształtnego otworu pomiędzy kośćmi kruczymi. W rodzaju wskazano gatunek Cardiocorax mukulu. Jego epitet gatunkowy mukulu wywodzi się z angolskiego dialektu bantu, w którym oznacza przodka.
Celem umiejscowienia nowego taksonu na drzewie rodowym plezjozaurów Araújo et al. (2015) przeprowadzili analizę filogenetyczną. Wykorzystali macierz danych innych autorów, Ketchum i Bensona z 2010. Jako grupę zewnętrzną wybrali Araújo et al. notozaura Cymatosaurus. Uwzględnili 177 cech należących do 67 taksonów. Uzyskali w efekcie pojedyncze drzewo największej parsymonii. W wyniku tego badania otrzymano kladogram, na którym grupę siostrzaną Cardiocorax był Styxosaurus (poniżej, uproszczono).

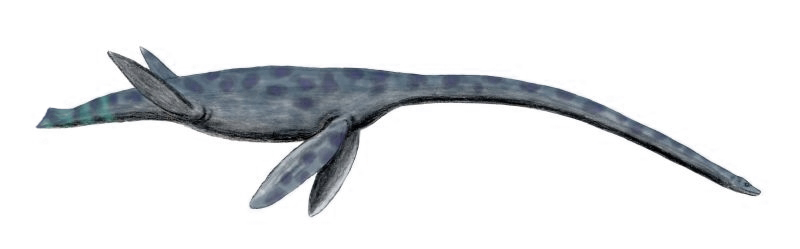
Najbliższym krewnym Cardiocorax był Styxosaurus

|  | Cardiocorax |
|  |             |
|  | Styxosaurus |
|  |             |

|  | Hydrotherosaurus         |
|  |                          |
|  | Elasmosaurus, Libonectes |
|  |                          |

|  | Cardiocorax |
|  |             |
|  | Styxosaurus |
|  |             |

|  | Hydrotherosaurus         |
|  |                          |
|  | Elasmosaurus, Libonectes |
|  |                          |

|  | Cardiocorax |
|  |             |
|  | Styxosaurus |
|  |             |

|  | Hydrotherosaurus         |
|  |                          |
|  | Elasmosaurus, Libonectes |
|  |                          |

|  | Cardiocorax |
|  |             |
|  | Styxosaurus |
|  |             |

|  | Hydrotherosaurus         |
|  |                          |
|  | Elasmosaurus, Libonectes |
|  |                          |

|  | Cardiocorax |
|  |             |
|  | Styxosaurus |
|  |             |

|  | Hydrotherosaurus         |
|  |                          |
|  | Elasmosaurus, Libonectes |
|  |                          |

|  | Cardiocorax |
|  |             |
|  | Styxosaurus |
|  |             |

|  | Hydrotherosaurus         |
|  |                          |
|  | Elasmosaurus, Libonectes |
|  |                          |

|  | Cardiocorax |
|  |             |
|  | Styxosaurus |
|  |             |

|  | Hydrotherosaurus         |
|  |                          |
|  | Elasmosaurus, Libonectes |
|  |                          |

|  | Cardiocorax |
|  |             |
|  | Styxosaurus |
|  |             |

|  | Hydrotherosaurus         |
|  |                          |
|  | Elasmosaurus, Libonectes |
|  |                          |